# John F. Benjamin

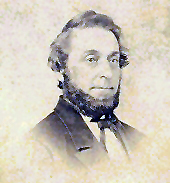
John F. Benjamin

John Forbes Benjamin (* 23. Januar 1817 in Cicero, Onondaga County, New York; † 8. März 1877 in Washington, D.C.) war ein US-amerikanischer Politiker. Zwischen 1865 und 1871 vertrat er den Bundesstaat Missouri im US-Repräsentantenhaus.

## Werdegang
John Benjamin besuchte die öffentlichen Schulen seiner Heimat. Im Jahr 1845 zog er zunächst nach Texas und dann 1848 nach Missouri. Nach einem Jurastudium und seiner 1848 erfolgten Zulassung als Rechtsanwalt begann er in Shelbyville in diesem Beruf zu arbeiten. Politisch war er damals Mitglied der Demokratischen Partei. Zwischen 1850 und 1852 saß er als Abgeordneter im Repräsentantenhaus von Missouri. Im Jahr 1856 war er Wahlmann der Demokraten bei den Präsidentschaftswahlen, bei denen deren Kandidat James Buchanan in das höchste Amt der Vereinigten Staaten gewählt wurde.
Benjamin war ein Anhänger der Union und trat zu Beginn des Bürgerkrieges als einfacher Soldat in das Heer der Nordstaaten ein. Im Verlauf des Krieges stieg er bis zum Brigadegeneral auf. Zwischen 1863 und 1864 leitete er als Provost Marshal die Militärpolizei im achten Bezirk des Staates Missouri. Inzwischen war er Mitglied der Republikanischen Partei geworden. 1864 nahm Benjamin als Delegierter an der Republican National Convention teil, auf der Präsident Abraham Lincoln zur Wiederwahl nominiert wurde.
Bei den Kongresswahlen des Jahres 1864 wurde Benjamin im achten Wahlbezirk von Missouri in das US-Repräsentantenhaus in Washington gewählt, wo er am 4. März 1865 die Nachfolge von William Augustus Hall antrat. Nach zwei Wiederwahlen konnte er bis zum 3. März 1871 drei Legislaturperioden im Kongress absolvieren. In dieser Zeit endete der Bürgerkrieg. Zwischen 1865 und 1868 erlebte Benjamin als Kongressabgeordneter die Spannungen zwischen seiner Partei und dem nach der Ermordung Lincolns ins Amt gekommenen Präsidenten Andrew Johnson. Dieser Konflikt gipfelte in einem nur knapp gescheiterten Amtsenthebungsverfahren. Von 1869 bis 1871 war Benjamin Vorsitzender des Committee on Invalid Expenditures.
Im Jahr 1870 verzichtete er auf eine erneute Kandidatur. Danach praktizierte er wieder als Anwalt in Shelbyville. 1872 scheiterte eine Bewerbung um die Rückkehr in den Kongress. 1874 verlegte John Benjamin seinen Wohnsitz in die Bundeshauptstadt Washington, wo er im Bankgewerbe arbeitete. Dort ist er am 8. März 1877 auch verstorben. Er wurde in Shelbyville beigesetzt.